# Кривель (Шкловский район)
Кривель (бел. Крывель) — деревня в Шкловском районе Могилёвской области Белоруссии. Входит в Городецкий сельсовет.
У деревни протекает река Дедва, приток Днепра.

## История
Местность была заселена издревле, при раскопках городища вблизи деревни найдены предметы быта и женские украшения (возраст находок оценивается в 3 000 лет).

## Культура
В деревне расположен дом-музей Петра Алейникова — филиал учреждения культуры «Шкловский районный историко-краеведческий музей».

## Известные жители
Родился Пётр Алейников (1915—1965) — известный советский киноактёр.